# Jochen Sigloch
Jochen Sigloch (* 1944 in Schwäbisch Hall) ist ein deutscher Wirtschaftswissenschaftler, bekannt insbesondere für die betriebswirtschaftliche Steuerlehre.

## Werdegang
Jochen Sigloch studierte Wirtschaftswissenschaften an der Universität Freiburg und an der Universität München mit dem Abschluss Diplom-Kaufmann. 1971 erwarb er seine Promotion an der LMU München, wo er auch 1976 bei Enno Biergans habilitierte.  Er war ordentlicher Professor an der Universität Bayreuth, wo er von 1978 bis 2013 den Lehrstuhl für Betriebswirtschaftliche Steuerlehre und Wirtschaftsprüfung innehatte.
Sigloch ist Mitglied der Kommission Betriebswirtschaftliche Steuerlehre im Verband der Hochschullehrer für Betriebswirtschaft e. V.
Sigloch initiierte die intensive Zusammenarbeit der Universität Bayreuth mit der Fremdsprachenuniversität Shanghai, unter anderem mit einem gemeinsamen Studiengang. Sigloch wurde mit dem Ende des Wintersemesters 2012/13 emeritiert.

## Ehrungen
- 2012: Verdienstkreuz am Bande der Bundesrepublik Deutschland[4]